# Q'vareli
Q'vareli (in georgiano ყვარელი?) è un comune della Georgia, situato nella regione della Cachezia.